# Romualdo Arppi Filho
Romualdo Arppi Filho, né le 7 janvier 1939 à Santos et mort le 4 mars 2023 à São Paulo, est un  arbitre de football brésilien. Il débuta en 1959, devint arbitre FIFA en 1963 et arrêta en 1990. Il fut le deuxième arbitre brésilien à avoir dirigé une finale de coupe du monde, en 1986, après Arnaldo Cézar Coelho en 1982.

## Carrière
Il a officié dans des compétitions majeures : 
- JO 1968 (2 matchs)
- Copa América 1975 (2 matchs)
- Copa América 1979 (3 matchs)
- JO 1980 (2 matchs)
- JO 1984 (1 match)
- Coupe intercontinentale 1984
- Coupe du monde de football de 1986 (3 matchs dont la finale)
- Copa América 1987 (3 matchs dont la finale)